# Vätöhuvud
Vätöhuvud är en bebyggelse på nordligaste Vätö i Vätö socken i Norrtälje kommun. Från 2015 avgränsar SCB här en småort.